# Aniello Salzano (politico)
Aniello Salzano (Roccapiemonte, 19 settembre 1947) è un politico italiano.

## Biografia
Nato nel 1947 a Roccapiemonte, in provincia di Salerno, è stato professore di letteratura cristiana antica presso l'Università degli Studi di Salerno.
Esponente della Democrazia Cristiana (DC), si colloca tra i membri della corrente "Base" di Ciriaco De Mita, vicino a Giuseppe Gargani.
Eletto più volte al consiglio comunale di Salerno nelle liste della DC, è stato sindaco della città per 13 mesi, dal 23 gennaio 1984 al 12 febbraio 1985, trentaseienne a capo di una giunta monocolore sostenuta da una maggioranza di ventisei consiglieri su cinquanta, grazie all'appoggio esterno del Partito Socialista Democratico Italiano e del Partito Liberale Italiano.
Durante Tangentopoli, nel '92, il pm Michelangelo Russo chiede ed ottiene l'arresto di Salzano, assieme a Vincenzo Giordano e Fulvio Bonavitacola, con l'accusa di tangenti sugli appalti del Trincerone. Alla fine, alcuni anni dopo, ne uscirà assolto con formula piena dal processo insieme a Giordano e Bonavitacola.
Dopo la dissoluzione della DC, con la discesa in campo nella politica di Silvio Berlusconi, aderisce a Forza Italia, dove alle amministrative del 2001 si candidò a sindaco. Ottenne il 32% dei voti, risultando sconfitto al primo turno dal candidato del centro-sinistra Mario De Biase, delfino del sindaco uscente Vincenzo De Luca, il quale raccolse il 55% delle preferenze.
Da febbraio ad agosto 2021 è stato commissario cittadino dell'Unione di Centro, incarico a cui è stato revocato in seguito alla nomina di Salzano a coordinatore della lista di centro-sinistra "Popolari e moderati", a sostegno della candidatura del sindaco uscente Vincenzo Napoli alle amministrative del 2021.
A novembre 2021 è stato nominato membro del consiglio di amministrazione della società regionale SCABEC.